# Dionattan
Dionattan Elias Gehlen, dit simplement Dionattan, né le 28 mai 1982 à São Miguel do Iguaçu, est un footballeur brésilien.
Il évolue comme milieu de terrain.

## Carrière
Dionattan joue notamment dans les équipes suivantes : Esporte Clube Juventude et Académica de Coimbra.